# Йоанис Капетанис
Йоанис Н. Капетанис (на гръцки: Ιωάννης Ν. Καπετάνης) е гръцки просветен деец и революционер, деец на гръцката въоръжена пропаганда в Македония от началото на XX век.

## Биография
Йоанис Капетанис е роден през 1875 година в Долна Джумая, тогава в Османската империя. Там учи в гръцка прогимназия, след което работи като учител в Рамна, Ветрен, Бутково, Спатово, Календра, Омур бей, Димитрич и Стефанина. През 1906 година подпомага дейността на капитана Стерьос Влахвеис, а в Долно Караджово е направен опит за убийството му. Арестуван е на 24 февруари 1913 година с други девет души от българските власти в Димитрич, след което е измъчван, убит и изхвърлен в Струма.